# 卡拉奇核电站
卡拉奇核电站（Karachi Nuclear Power Plant，KANUPP）是一个位于巴基斯坦信德省卡拉奇天堂点的大型商业核电站，也是穆斯林世界中的第一座商业核电站。 发电站由三个商业核电站组成，分別為K-1、 K-2和 K-3。K-1于1972年投入运行，K-2于2021年5月21日投入运行，容量为1100兆瓦。K-3机组的调试工作正在进行中，其容量与K-1相似，于2022年投入使用。K-1机组得到了加拿大方面的技術支持，而K-2和K-3机组则由中华人民共和国和国际原子能机构提供资金和技術支持。